# Paul Engleman
Pour les articles homonymes, voir Engleman.
Paul Engleman, né le 21 août 1953 à Nyack dans l'État de New York, aux États-Unis, est un écrivain américain, auteur de roman policier.

## Biographie
Comme auteur de roman policier, il signe une série de cinq ouvrages consacrés aux aventures de Mark Renzler, un ancien joueur de baseball devenu détective privé dans la ville de Chicago dans l'Illinois, et une série de deux romans consacrés à Phil Moony, un ancien pompier devenu lui aussi détective privé à Windy City. 
En France, il compte deux traductions dans la collection Polar U.S.A. de l'éditeur Gérard de Villiers en 1990.

## Œuvre

### SérieMark Renzler
- Dead in Center Field (1983)
- Catch a Fallen Angel (1986) Publié en français sous le titre Le Bal des anges, traduction de Joëlle Girardin, Paris, Éditions Gérard de Villiers, coll. « Polar U.S.A. » no 44, 1990.
- Murder In-Law (1987) Publié en français sous le titre Les Liens du sang, traduction d'Annie Hamel, Paris, Éditions Gérard de Villiers, coll. « Polar U.S.A. » no 50, 1990.
- Who Shot Longshot Sam ? (1989)
- Left for Dead (1996)

### SériePhil Moony
- The Man With My Name (1994)
- The Man with My Cat (2000)

### Autre roman
- Murder on Tour (1989, sous le pseudonyme de Paul Francis, en collaboration avec Dick Clark)

## Prix et distinctions
- Prix Shamus du meilleur livre de poche original en 1984 pour Dead In Center Field.

### Source
- (en) Hank Nuwer, Rendezvousing with contemporary writers, Pocatello, Idaho State University Press, 1988